# Krün
Krün est une commune de Bavière (Allemagne), située dans l'arrondissement de Garmisch-Partenkirchen, dans le district de Haute-Bavière.
Krün fait partie de la région Werdenfelser Land. À quelques kilomètres au sud se situe la frontière germano-autrichienne.
La commune regroupe les quartiers de Krün, Barmsee, Tennsee, Klais, Gerold, Kranzbach, Elmau et Plattele.
Le village forme une région touristique « Alpenwelt Karwendel » avec Mittenwald et Wallgau. Le tourisme fait vivre la région tout au long de l'année en tant que point de départ pour les sports et loisirs comme la randonnée et le ski de fond.
Krün était en 2015 la commune hôte du sommet du G7. Cette rencontre a eu lieu les 7 et 8 juin 2015 dans le château d'Elmau. À l'occasion du sommet du G7 le président des États-Unis Barack Obama a visité le village avec la chancelière fédérale Angela Merkel et son mari. Ils y ont apprécié le petit déjeuner et la musique bavaroise et ont parlé avec la population.
Du 26 au 28 juin 2022, Krün accueillera à nouveau le sommet du G7.

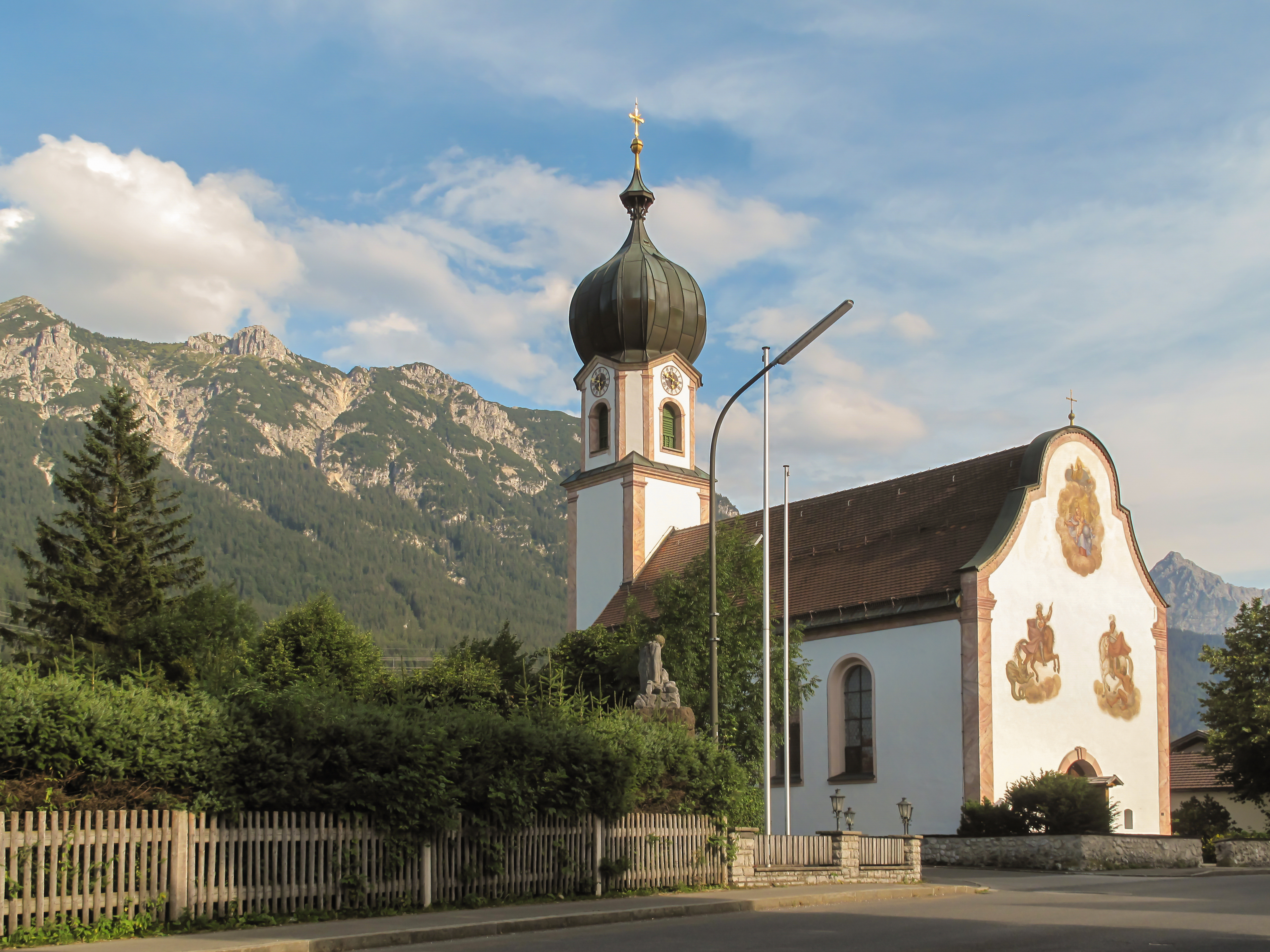
Krün, église: Sankt Sebastian Kirche
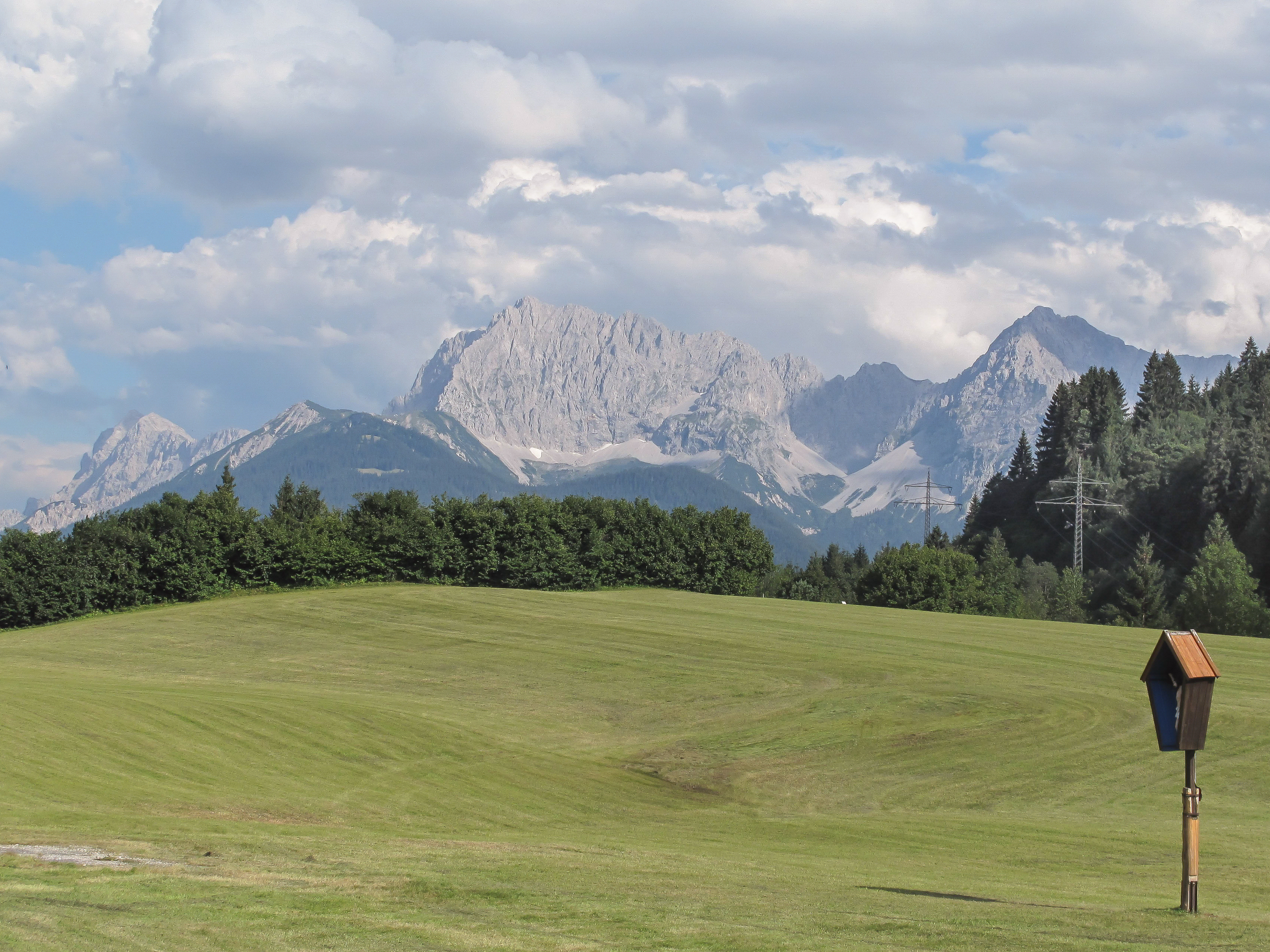
entre Klais et Partenkirchen, panorama

## Géographie
Krün est situé dans la Haute Vallée de l'Isar, à environ 100 kilomètres au sud de Munich et à 15 kilomètres à l'est de Garmisch-Partenkirchen. Il est situé à 6 kilomètres au nord de Mittenwald et 2 kilomètres au sud de Wallgau.
À l’est, les montagnes Soiern culminent avec la Soiernspitze (2 257 m) et les montagnes locales Schöttlkarspitze (2 050 m), Seinskopf (1 961 m) et Signalkopf (1 895 m). Les montagnes du Karwendel s’étendent au sud-est, au-dessus Mittenwald. L’altitude moyenne du massif de Karwendel, éponyme de la région touristique, est d’environ 2 300 m. Au sud-ouest, la chaîne de Wetterstein domine le paysage : c'est au sein de ce massif que se dresse le point culminant de l'Allemagne, la Zugspitze (alt. 2 964 m) et la cime voisine, l’Alpspitze (2 628 m). Mais le point culminant de la commune se trouve au nord-ouest, dans la chaîne de l’Ester : c’est le mont Klaffen (1 829 m).
La Haute-Isar passe à l'est de Krün, en s'écoulant vers le nord depuis sa source.
La rigole d'alimentation du lac de Walchensee traverse le territoire de la commune en s'écoulant vers Wallgau.

## Histoire
Krün d'abord a été mentionné en 1294, avec deux fermes appartenant à l'abbaye de Benediktbeuern. En 1491, le monastère a vendu le hameau comprenant alors quatre fermes à l'évêché de Freising. Depuis la Reichsdeputationshauptschluss, Krün faisait partie de l'électorat de Bavière. Le village faisait partie de l'ancien comté de Werdenfels jusqu'en 1803. Dans le cadre de réformes administratives dans le royaume de Bavière, la municipalité contemporaine a été formée.

## Héraldique
La mitre est d'or, avec des rubans à charge sur un fond rouge avec une gaffe argent et une crosse d'argent diagonale traversé . Les couleurs rouge, or et d'argent représentent les deux manoirs spirituels du couvent Benediktbeuern (rouge / argent) et l'évêché de Freising (rouge / or) ainsi que l'appartenance politique de l'ancien comté de Werdenfels.

## Économie et infrastructure

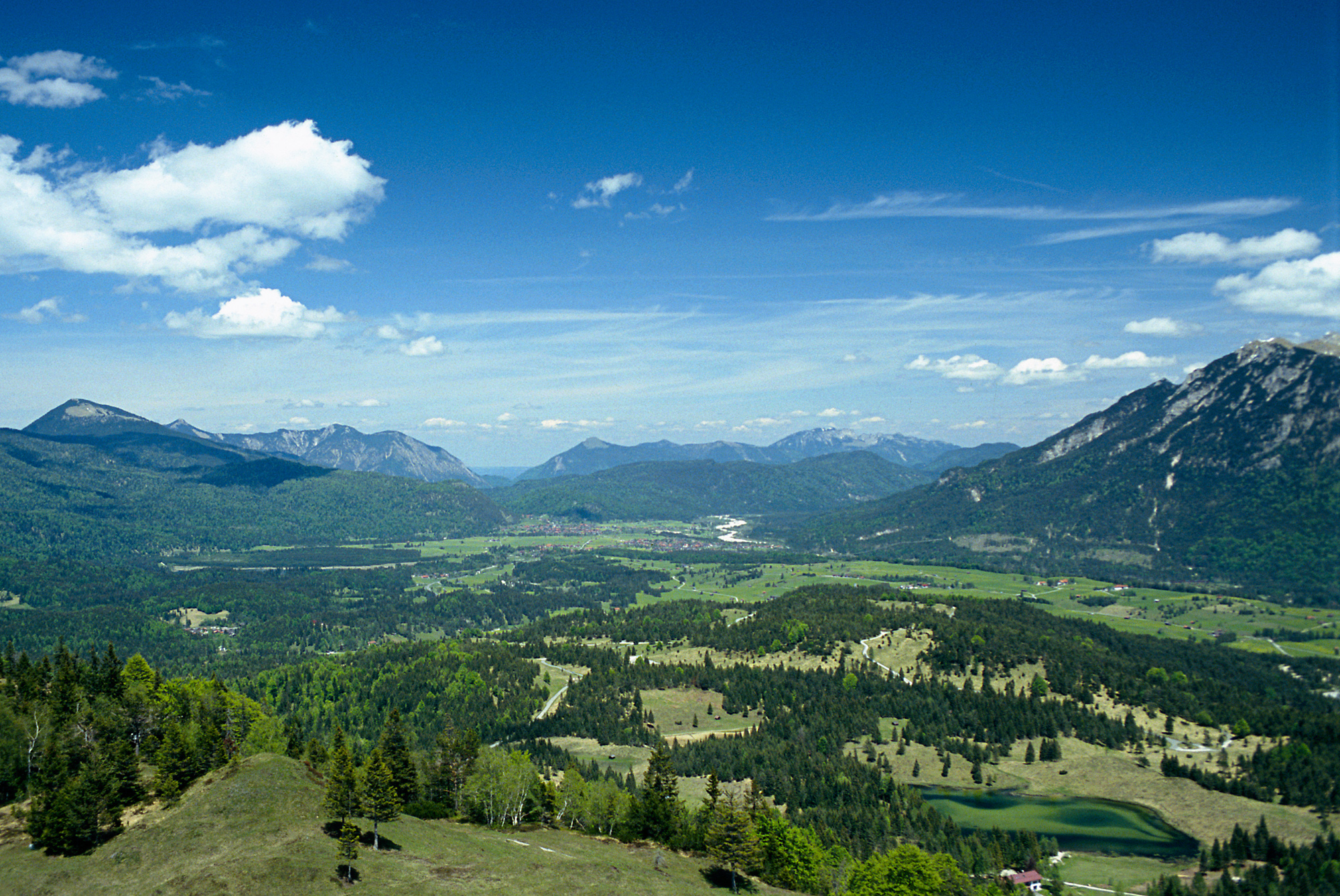
Vue du haut du Kranzberg près de Mittenwald en direction de Krün, Wallgau et l'Isar.

Comme dans toute la région, le tourisme est la principale industrie à Krün. En 2013, 51 établissements d'hébergement offrent 1.379 lits touristiques (y compris le camping) et 365.983 nuitées, ce qui montre l'importance du tourisme pour la municipalité. Il y eut également 120,326 nuitées dans des maisons privées dans la même année.

### Trafic
Krün est situé sur la route alpine allemande. La Bundesstraße 11 qui va vers le nord via Wallgau et Walchensee à Kochel am See.
L'emplacement est bien desservi par les transports publics, notamment par des lignes de bus et le réseau ferroviaire de la Deutsche Bahn,. Le chemin de fer de Munich à Innsbruck passe par le village de Klais.
Pour les vacanciers, il y a aussi un réseau de bus qui peut être utilisé gratuitement avec la carte d'hôte de la région. Les bus relient ainsi certains sentiers de randonnée des Alpes et des stations de ski et de ski de fond en hiver.

## Lacs
Aux alentours de Krün se trouvent plusieurs petits lacs comme Barmsee, Geroldsee, Grubsee et Tennsee. À l'extrémité sud du village se situe un lac artificiel de la rivière Isar. un canal connecte le Walchensee et alimente ainsi la centrale hydroélectrique de Walchensee.

## Sites touristiques
- Quartier historique du village Klais
- Église Rococo Saint-Sébastien à Krün (construit en 1760)[8]
- Chapelle de Maria Rast[9]
- Château d'Elmau
- Château de Kranzbach

## Galerie

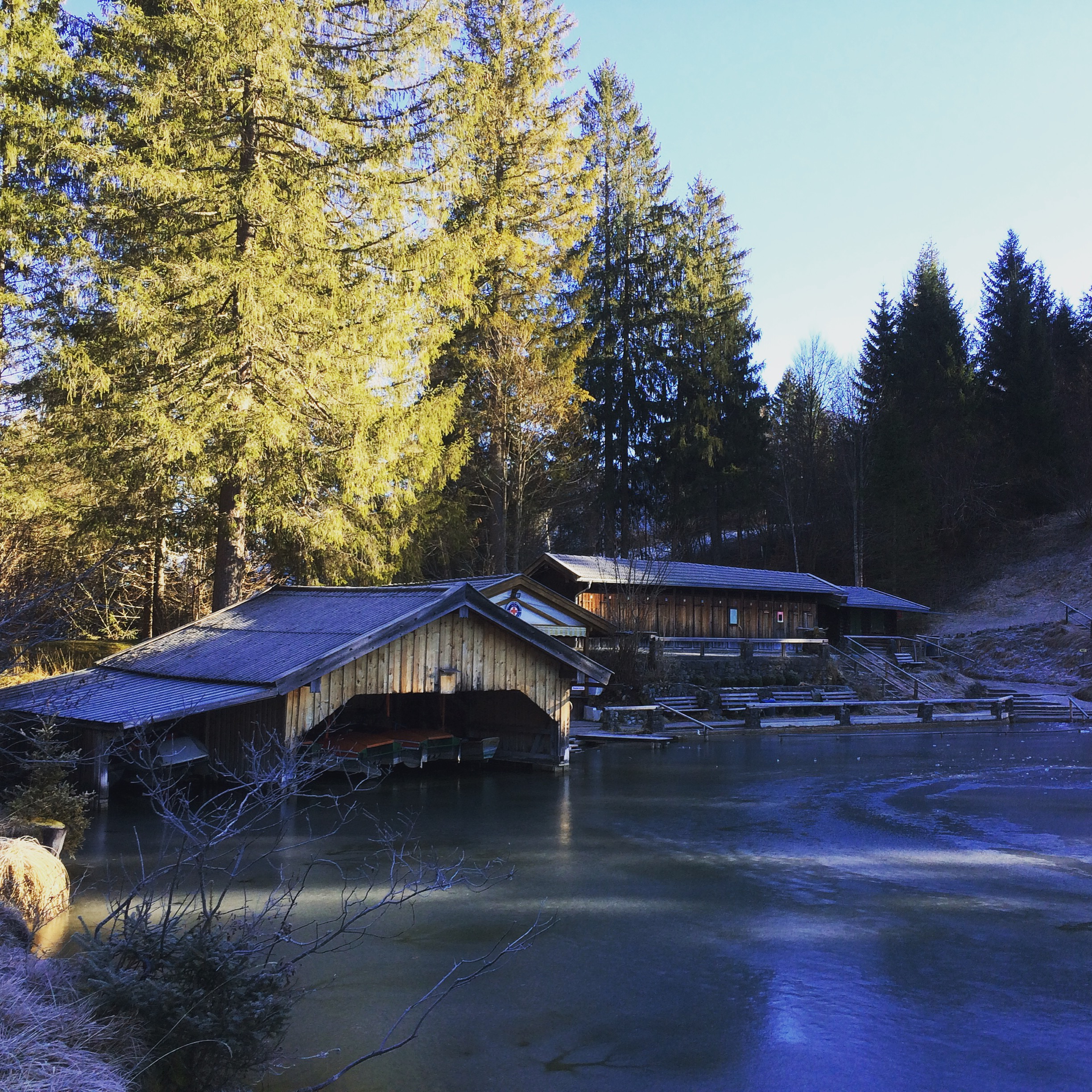
Lac gelé à Krün
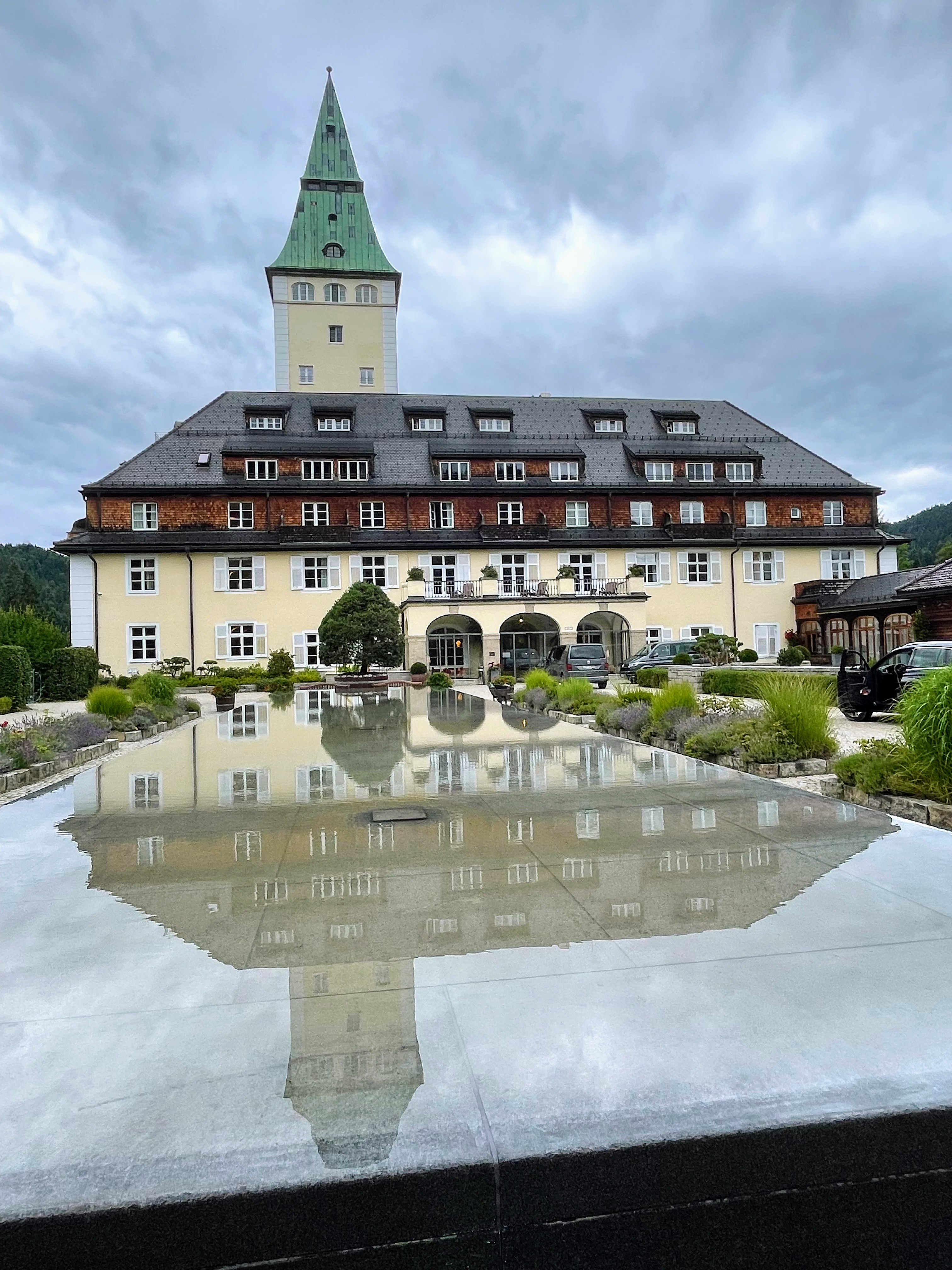
Château d'Elmau à Krün
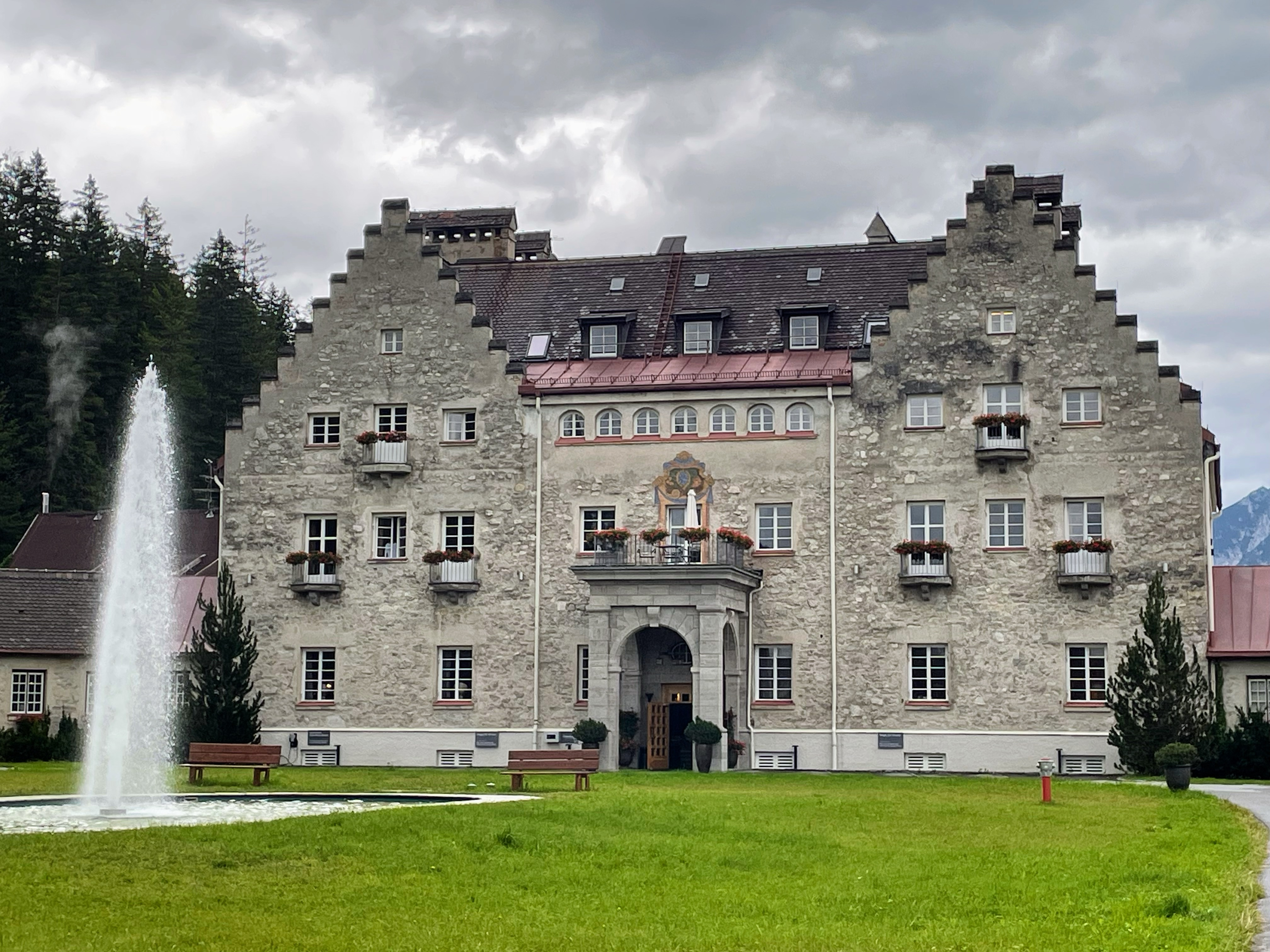
Hôtel Château d'Elmau
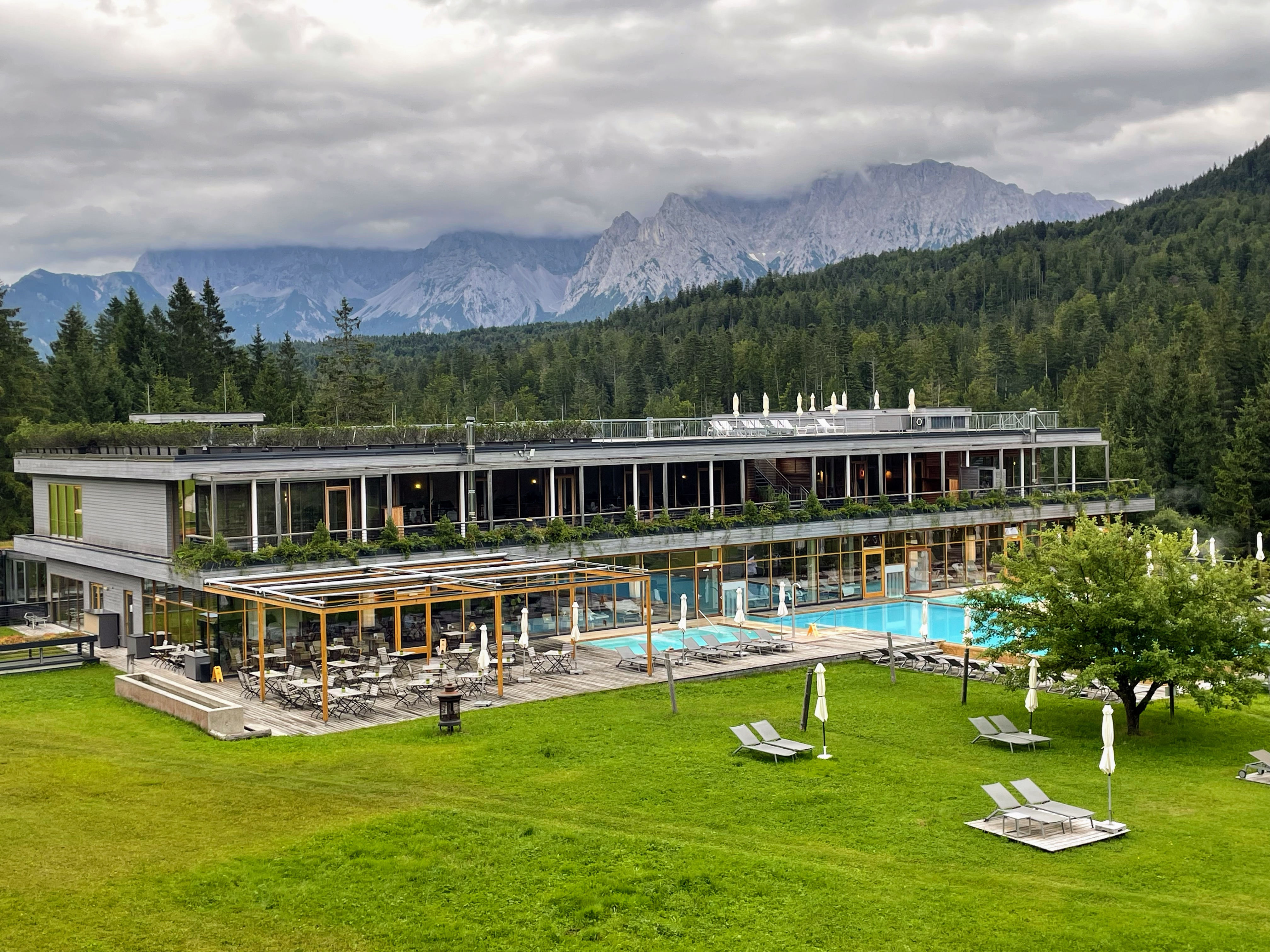
Le Resort du château d'Elmau à Krün niché dans les Alpes bavaroises

## Personnalités liées à la ville
- Johannes Müller (1864-1949), théologien mort au château d'Elmau.